# ネットワークニュース北海道
『ネットワークニュース北海道』（ネットワークニュースほっかいどう、英字表記:NETWORK NEWS HOKKAIDO）は、 2010年3月29日から2014年3月28日まで、北海道内のNHK総合テレビジョンで平日の夕方に放送されたNHK札幌放送局制作のローカルニュース番組である。

## 概要
北海道内のNHK総合テレビジョンでは2008年度から2年間、地元出身の森田美由紀をアンカーに起用した『まるごとニュース北海道』を放送してきた。しかし2010年度改編に伴い、森田は3年間の地元勤務を終え再び東京へ移ることとなったため終了、新たなニュース番組を始めることとなった。
アンカーには、東京で『正午のニュース』をはじめとする定時ニュースを担当していた登坂淳一を起用。NHK北海道の人事異動及び新編成がスポーツ紙の道内ローカル面ほか、北海道のブロック紙である北海道新聞や読売新聞（北海道支社版）といった一般紙でも取り上げられるなど、放送開始前から注目を集めた。登坂は札幌転勤前に18時の全国ニュースを担当していたため、札幌転勤後も引き続き18時台のニュース担当となったことになる。
『まるごと～』に引き続き、道内7局のネットワークを駆使して全道の話題や生活情報を伝える。この改編にあたって、基幹局である札幌局のホームページサイトには、様々な表情を見せる登坂淳一が表紙を飾る特設ページを設けたほか、放送開始日には北海道新聞の最終面（テレビ欄）のほか、十勝毎日新聞、室蘭民報など道内地方ローカル紙にまで、この番組を始めとするNHK北海道の宣伝広告が掲載された。
2014年3月28日、アンカーでこの番組の顔・イメージだった登坂が同年4月から大阪局へ2度目の異動となったこともあり番組は終了した。最終回のエンディングで、登坂は「北海道の視聴者の皆様、『ネットワークニュース北海道』、そして私の担当は今日が最後となりました。4年間、お米やカーリングをはじめ様々な取材で道内各地の多くの方々に本当にお世話になりました。（中略）私はこれで北海道を離れますが、これからも北海道のサポーターの一人として、皆さんのご活躍を応援しています。私自身も、この北の大地のように器の大きな放送人となれるようこれからも努力して参ります。本当に4年間ありがとうございました。またいつか、お会いしましょう!」と挨拶し、視聴者に感謝した。その後、後継番組『ほっとニュース北海道』（同年3月31日開始）のキャスター陣が登場し一人ずつ抱負を述べ、最後は登坂が「来週からもぜひご覧ください!」と言って番組は終了。4年間の歴史に幕を閉じた。なお、登坂以外の番組終了時点でのキャスターは全員『ほっとニュース北海道』に続投となった。

## 放送時間
いずれも道内の総合テレビで平日放送。2011年6月6日から事実上の2部構成に移行。
第1部
17:54 - 18:00（EPG上では「北海道の気象情報」扱い。ただし、大相撲・高校野球期間中および国会中継が18:00頃まで放送されることがあらかじめはっきりしている場合や重大ニュース・自然災害により東京発の特設ニュースが組まれる場合は休止）
- 第1部は登坂・加藤→浜崎の2人が出演し道内の気象情報と第2部の予告を伝える。
- “第1部”開始により、この番組の初代女性キャスター・出田奈々が離任後出演する『ゆうどきネットワーク』の締めが放送されなくなった（東海・北陸ブロックおよび高知県も同様）。

第2部
18:10 - 18:58.55（EPG上ではこの時間帯が“本枠”）
- 18:53 - 18:57は札幌局ローカルとなり、その他の地域では同時間帯各放送局からの気象情報・ニュース・お知らせを放送する。なお、番組開始時から2013年3月29日までローカル枠は18:45 - 18:50・18:54 - 18:57 の2枠設定されていた。ただし、特設ニュースなどによる時間短縮時やその日のニュースや番組内容によっては18:55 - 18:58の1枠のみとなっていた。

また、『NHKニュースおはよう日本』の5:56・6:53のローカル枠終了後（5:59 - 5:59.30・6:59.25 - 6:59.55）と『NHKニュースおはよう北海道』の本編終了直後（7:59.30 - 8:00）に登坂と女性キャスターが当日の番組内容を紹介する30秒予告が放送されていた。

### 時間変更・休日の扱い等
- 土日祝日は『ネットワークニュース645』と題し、18:45から平日終了時間まで全道向けにその日のニュースをコンパクトに伝える（札幌局制作の全道同一放送。2012年4月以降18:53 - 18:55は東京から全国の気象情報を放送）。
- 2010年7月には、大相撲野球賭博問題による大相撲名古屋場所の生中継中止に伴い、同月11日 - 25日の18:30 - 18:52（土日祝は18:10 - 18:40）に代替のダイジェスト番組『大相撲・幕内の全取組』が編成されたため、同月12日 - 16日・20日 - 23日は18:10 - 18:30・18:52 - 18:58.55に分断される形での放送となった。
- 2011年の東日本大震災後は以下の通りの扱いであった。
  - 3月11日（震災当日）…休止[5]
  - 3月14日 - 16日・18日…18:45 - 18:59.55、終了後は“ステブレレス”で『NHKニュース7』へ接続
  - 3月17日…18:54 - 18:59.55[6]、終了後は“ステブレレス”で『NHKニュース7』へ接続
  - 3月22日 - 25日…土日祝日と同じ枠
  - 3月28日 - 4月1日…18:40 - 18:58.55
  - 4月4日 - 6月2日…18:30 - 18:58.55[7]
  - 6月3日…上記第2部（震災前）の時間に戻る
- 2011年9月1日・5日・8日は16:05 - 18:30に『女子サッカー・ロンドンオリンピックアジア最終予選』の日本戦中継を東京からネット受けした関係で、20分繰り下げ・短縮（18:30 - 18:58.55）し放送した（17:54 - 18:00枠の『北海道の気象情報』は休止）。
- 2011年12月28日の放送（2011年最終放送）は『ネットワークニュース北海道 ハイライト2011』と題した年末特番扱いで17:05 - 18:50に繰り上げ・拡大し放送[8]。当日の道内ニュース・気象情報は特番終了後の18:50 - 18:59.55に『北海道のニュース・気象情報』として放送され、ニュースは久保田茂アナウンサー、気象情報は加藤が担当した。
- 2012年7月30日 - 8月3日・8月6日 - 10日はロンドンオリンピック中継のため休止となり、18時台に代替の道内ニュース・気象情報が放送された（放送時間は日によって異なる）。また、この休止期間中の8月4日 - 10日、当時の女性キャスター・寺門亜衣子はオリンピック中継のスタジオ進行キャスターを担当するため東京に出張していた[9][10]。
- 2012年12月7日はこの日の17:18頃に発生した三陸沖を震源とするマグニチュード7.3の地震に関する緊急ニュースのため、急遽休止となった[11]。なお、祝日・年末年始やオリンピック期間中以外で番組自体が休止となったのは前述の東日本大震災発生当日とこの事例の2回のみである。
- 2012年12月28日（2012年最終放送）は『ネットワークニュース北海道 ハイライト2012』として、17:54 - 18:59.55の拡大版で放送した。
- 2014年2月には、ソチオリンピック期間中の同月8日 - 22日の18:10 - 18:45に『ソチオリンピックハイライト もう一度ソチ』が編成されたため、同月10日・12日 - 14日・17日 - 21日は当番組としては休止し、18:45 - 18:58.55に『ネットワークニュース645』として道内ニュース・気象情報を放送した。
- 18時台に選挙の政見・経歴放送や全国向けの特設ニュースが組まれる場合[12]は、時間短縮もしくは政見・経歴放送または特設ニュースを挟んだ2部構成となる場合がある。
- プロ野球シーズン中、不定期に当番組の時間帯で北海道日本ハムファイターズ戦のナイター中継を北海道地方向けに放送することがあるが、その場合でも当番組は休止せず通常通り放送されていた[13]。なお、2012年9月14日や2013年4月5日は、当番組の中でもサブチャンネルで放送中だった試合中継を部分的に同時放送した。

## 出演者

### 札幌局
| 年度 | アンカー | アンカー   | リポーター | リポーター | リポーター | 気象予報士 |
| ---- | -------- | ---------- | ---------- | ---------- | ---------- | ---------- |
| 2010 | 登坂淳一 | 出田奈々   | 岩尾亮     | 白井恵子   | 高橋麻美   | 加藤眞奈美 |
| 2011 | 登坂淳一 | 寺門亜衣子 | 岩尾亮     | 白井恵子   | 千葉真澄   | 加藤眞奈美 |
| 2012 | 登坂淳一 | 寺門亜衣子 | 岩尾亮     | 白井恵子   | 田所愛     | 加藤眞奈美 |
| 2013 | 登坂淳一 | 戸口千秋   | 岩尾亮     | 藤井千恵   | 久下真以子 | 浜崎慎二   |

なお、女性リポーターのいずれか一人は午後の報道・情報番組『お元気ですか日本列島』→『情報まるごと』で北海道の話題を伝える場合に北海道担当キャスターとして出演していた。
震災臨時代理
2011年3月11日の東日本大震災発生後初めての放送となった同月14日は登坂が単独で進行した。だが、その直後に登坂が東京に非常招集されたため、15日 - 18日は出田が一旦札幌に戻り急遽登坂の代役を務めた。しかし、出田が札幌を完全に離れた後も登坂の非常招集が続いたため、その後の留守は札幌局の固定担当を持たないアナウンサーが務めた。期間中の対応は以下の通りで、加藤も出演せず気象情報は通常の645・845と同様アナウンサーによる読み上げとなった（東京からの全国の気象情報の臨時ネットは行わなかった）。
- 2011年3月22日 - 25日 阪本篤志（21日は春分の日であったため通常の645）
- 2011年3月28日 - 4月1日 北野剛寛

### 道内他局
「ネットワークリレー」は各局の契約キャスターが担当、自ら取材する場合も多い。その後のエリア枠はアナウンサー・契約キャスターのローテーション担当。

## 主なコーナー
ニュース
登坂・女性キャスターの進行でその日の道内ニュースを伝える。重要度の高いニュースは記者解説なども交えるほか、道内各放送局の記者が取材したリポートも随時放送する。
ネットワーク特集
アングル201×
道内各放送局のカメラマンが撮影・取材したルポタージュを放送。
いまを見つめる
北海道が抱える地域の課題について、取材記者のリポート・解説で分かりやすく紐解き伝える。
登坂のゆめぴりか通信
登坂が北海道のブランド米「ゆめぴりか」の栽培農家に密着し、田植えから収穫まで体験取材するシリーズ企画。2012年5月29日から9月20日まで月1 - 2回の頻度で不定期に放送された。なお、コーナー終了後の同年10月10日、平日午後の報道情報番組『お元気ですか日本列島』の中でこの企画の総集編が全国放送された。
○○スペシャル
不定期に放送される特別企画。「○○」の中には地域名または都市名が入り、道内の一つの街または地域にスポットを当て、そのエリアの魅力や課題などを登坂が取り上げる地域からゲストと共に中継で伝える。この場合、女性キャスターは札幌のスタジオで留守番となり、その日の道内ニュースを1人で伝える。
スポーツ
久下が道内の最新スポーツニュースを伝える。なお、2012年度までは登坂・出田→寺門が兼務していた。ただ、スポーツニュースの中でもプロ野球・北海道日本ハムファイターズ関連についてはニュース部分で取り上げることもしばしばあった ほか、ロンドン・ソチ五輪関連については特設コーナーを設けて報じていた。
教えて!ファイターズ!
毎回、プロ野球・北海道日本ハムファイターズの選手が登場し、視聴者から寄せられた質問に回答する。不定期にスポーツコーナーで放送。
ネットワークリレー
道内の各放送局から地域の話題を伝える。札幌以外の6放送局からの話題がほとんどだが、稀に札幌局が取材した話題が放送されることもあった。
情報ボックス
生活情報やトレンド情報などをリポーターによる取材で伝える。主に毎週火曜日に放送。
あのまちこのまち
道内に179ある市町村の中から毎回1つの市町村にスポットを当て、その市町村の魅力を記者リポートで伝える。主に毎週木曜日に放送。
ビデオアイ
道内各地の放送局に視聴者から寄せられたホームビデオを紹介する。不定期で放送。
ライブほっかいどう
道内各地からの生中継コーナー。月 - 木曜日の18:40過ぎから放送。道央圏から中継する場合は岩尾が、それ以外の地域から中継する場合は各放送局のアナウンサー・契約キャスターが担当していた。岩尾が担当する日は女性キャスターが「岩尾さぁーん!」と呼び掛けるのがお約束となっていた。また、稀に本コーナーと同じフォーマットでリポートを収録して、撮って出しで録画放送する場合もあった。
週末情報
道内の季節の映像をバックに、週末に道内各地で行われるイベントや催し物を紹介する。金曜日の18:43頃から放送。
各局別ニュース（2013年3月まで）
18:45 - 18:50のローカル枠。札幌局の場合は登坂・出田→寺門が道央圏のニュースを中心にストレートニュース形式で4項目伝える。それ以外の地域の場合は、天気カメラ映像をバックにローカルパートのタイトルCGを流した後、担当アナウンサーの挨拶に続いてニュース・お知らせを伝える。18:50に全道の気象情報に移る際、札幌局の場合は札幌市内の天気カメラ映像をバックに画面右下に「続いては 気象情報」とテロップを表示してから そのまま気象コーナーに移っていた。それ以外の地域では各局の担当アナウンサーが「この後は気象情報、まずは札幌のスタジオからお伝えします」などと言った後札幌送出の映像に切り替えていた。
気象情報
加藤→浜崎が道内の気象情報を解説を交え伝える。18:49頃（2013年3月までは18:50）から放送。前半は全道の気象情報を伝え、18:53（2012年度は18:54）からローカル枠終了までは札幌局の場合は引き続き加藤→浜崎が道央圏の詳しい予報を伝え、その他の地域の場合は各局のニュース担当アナウンサーが各地域の詳しい予報を読み上げる。なお、東日本大震災関連の特別報道体制により暫定的に18:30開始となっていた2011年4月4日 - 6月2日の間は18:53頃からコーナー開始となり、18:55.30まで全道の予報、その後18:58.30までの3分間道央圏の予報という構成で放送されていたが、18:53頃からローカル枠に入っていた地域では全道の予報がネットされなかった。
エンディング
当日の主なニュースを振り返るほか、翌日（金曜日の場合は翌週月曜日）の番組内容を予告する（長期休止前などは次回予告が無い場合がある）。その後、登坂・女性キャスターが約数十秒間フリートークをして、最後は登坂が「また明日です」（金曜日の場合は「よい週末を。また来週です」）と挨拶し番組が終了する。なお、プロ野球シーズン中北海道日本ハムファイターズ戦のナイトゲームが行われている場合は、フリートーク中画面下に日本ハム戦の途中経過を伝えるテロップが表示される。